# إلكا كليسترز
إلكا كليسترز مواليد 18 يناير 1985 في بلجيكا، هي لاعبة كرة مضرب بلجيكية سابقة بدأت مسيرتها كمحترفة سنة 2000 وكانت تلعب باليد اليمنى، اعتزلت اللعب في 2004. كما أنها إحدى بطلات الجراند سلام. أعلى تصنيف لها في الفردي كان المركز الـ 389 في سنة 2003.

## بطولات حققتها
- بطولة ويمبلدون
- بطولة أمريكا المفتوحة للتنس

## روابط خارجية
- إلكا كليسترز على موقع رابطة محترفات التنس (الإنجليزية)
- إلكا كليسترز على موقع الاتحاد الدولي لكرة المضرب (الإنجليزية)
- إلكا كليسترز على موقع كأس بيلي جين كينغ (الإنجليزية)
- إلكا كليسترز على موقع بطولة ويمبلدون (الإنجليزية)
- إلكا كليسترز على موقع خلاصة التنس.كوم (الإنجليزية)
- إلكا كليسترز على موقع إي إس بي إن.كوم (الإنجليزية)